# Bahnhof Haiger
Der Bahnhof Haiger ist der Bahnhof der gleichnamigen Gemeinde Haiger im Lahn-Dill-Kreis in Mittelhessen.

## Geschichte
Der erste Bahnhof an dieser Stelle entstand 1862, als die Cöln-Mindener Eisenbahn-Gesellschaft die Deutz-Gießener Eisenbahn vom heutigen Köln-Deutz nach Gießen baute. Größere Bedeutung erlangte die Station aber erst, als 1915 die direkte Verbindung zwischen Siegen und Dillenburg hier an die Dillstrecke angeschlossen wurde. 1926 kam noch die Strecke nach Breitscheid hinzu. Auf dieser Strecke wurde der Personenverkehr 1980 und der Güterverkehr 1997 eingestellt.

## Empfangsgebäude
In den Jahren 1911–1913 wurde ein neues Empfangsgebäude als Keilbahnhof zwischen der alten Strecke (heute: Bahnstrecke Betzdorf–Haiger) und der neuen Strecke nach Siegen errichtet. Architekt könnte Ludwig Hofmann gewesen sein. Der Keilbahnhof liegt in einem Winkel zwischen den beiden erhöhten Bahndämmen, so dass die Bahnsteigunterführungen ebenerdig vom Straßenniveau erreichbar sind. Die Bahnsteige sind jedoch noch nicht barrierefrei zugänglich, In den kommenden Jahren soll der Bahnhof modernisiert und barrierefrei ausgebaut werden, inklusive Unterführung und Empfangshalle. Die Fassade und weitgehend auch das Gebäude selbst sind symmetrisch um eine Mittelachse gestaltet. Die Fassade wird von einem Mittelrisalit aus gelbem Sandstein dominiert. Das Ensemble ist in einer Mischung aus klassizistischen Elementen und Jugendstil ausgeführt. Der Bahnhof liegt auf einer Höhe von 270 m über NN. Das Gebäude ist ein Kulturdenkmal.
Eine im Jahr 2012 im Empfangsgebäude neu eröffnete Kneipe ist noch im gleichen Jahr nach Verstößen gegen Brandschutzauflagen wieder geschlossen worden.
Mitten im Gebäude befinden sich ferner zwei funktionslose metallene Gitter, davor je eine Sitzbank; dabei handelt es sich um Fragmente der ca. in den 1960er Jahren aufgegebenen Bahnsteigsperre.

## Strecken
Der Bahnhof Haiger wird von der Hauptstrecke Siegen–Gießen („Dillstrecke“) und der Strecke Haiger–Betzdorf („Hellertalbahn“), einer heute noch als Hauptstrecke eingestuften, eingleisigen Strecke, dem Rest der ehemaligen Deutz-Gießener Eisenbahn, berührt. Eine dritte Strecke, die Bahnstrecke Haiger–Breitscheid („Aubachtalbahn“), ist seit dem 30. September 1997 ohne Verkehr und wurde stillgelegt. Die Streckenkilometrierung des Bahnhofs ist wie folgt:
- 129,0 Dillstrecke, zählt von Hagen Hbf über Siegen-Weidenau
- 118,8 Bahnstrecke Betzdorf–Haiger, zählt vom Bahnhof Köln Messe/Deutz über Neunkirchen (Kr Siegen)
- 0,0 Bahnstrecke Haiger–Breitscheid, zählt Richtung Breitscheid

An der Dillstrecke gibt es einen Mittelbahnsteig mit zwei Gleisen, außenliegend noch je ein Durchfahrtsgleis. An der Hellertalstrecke gibt es einen Seitenbahnsteig an dem einzigen noch vorhandenen Gleis. Alle anderen Gleisanlagen wurden bis auf je ein Anschlussgleis an jeder Strecke entfernt.

## Verkehr
Der Bahnhof wird von mehreren Nahverkehrslinien bedient. Von Dezember 2021 bis Dezember 2024 hielt in Haiger ein einzelner Intercity der Linie 34 wochentags frühmorgens von Siegen nach Frankfurt.
| Linie | Linienverlauf | Takt                                              | Regelgleis                              |
| ----- | --- | ------------------------------------------------- | --------------------------------------- |
| RE 99 | Main-Sieg-Express: Siegen Hbf – Wilnsdorf-Rudersdorf (zweistdl.) – Dillbrecht (zweistdl.) – Rodenbach (Dillkr) (zweistdl.) – Haiger – Sechshelden (zweistdl.) – Dillenburg – Herborn (Dillkr) – Wetzlar – Gießen – Friedberg (Hess) – Frankfurt (Main) West (einzelne Züge im Berufsverkehr) – Frankfurt (Main) Hbf Gießen – Frankfurt vereinigt mit RE 98 von Kassel Stand: Fahrplanwechsel Dezember 2021 | 60 min (Siegen–Gießen) 120 min (Gießen–Frankfurt) | 2 (Rtg. Siegen) 3 (Rtg. Dillenburg)     |
| RB 95 | Sieg-Dill-Bahn: Siegen Hbf – Wilnsdorf-Rudersdorf – Dillbrecht – Rodenbach (Dillkr) – Haiger – Sechshelden – Dillenburg Stand: Fahrplanwechsel Dezember 2021 | 120 min (werktags)                                | 2 (Rtg. Rodenbach) 3 (Rtg. Sechshelden) |
| RB 96 | Hellertal-Bahn: Betzdorf (Sieg) – Grünebacherhütte – Grünebach Ort – Sassenroth – Königstollen – Herdorf – Struthütten – Altenseelbach – Neunkirchen (Kr Siegen) – Wahlbach (Kr Siegen) – Burbach (Kr Siegen) – Würgendorf (Ort) – Würgendorf – Holzhausen (Kr Siegen) – Niederdresselndorf – Allendorf (Dillkr) – Haiger Obertor – Haiger – Sechshelden – Dillenburg Stand: Fahrplanwechsel Dezember 2021 | 120 min                                           | 101                                     |

## Bilder

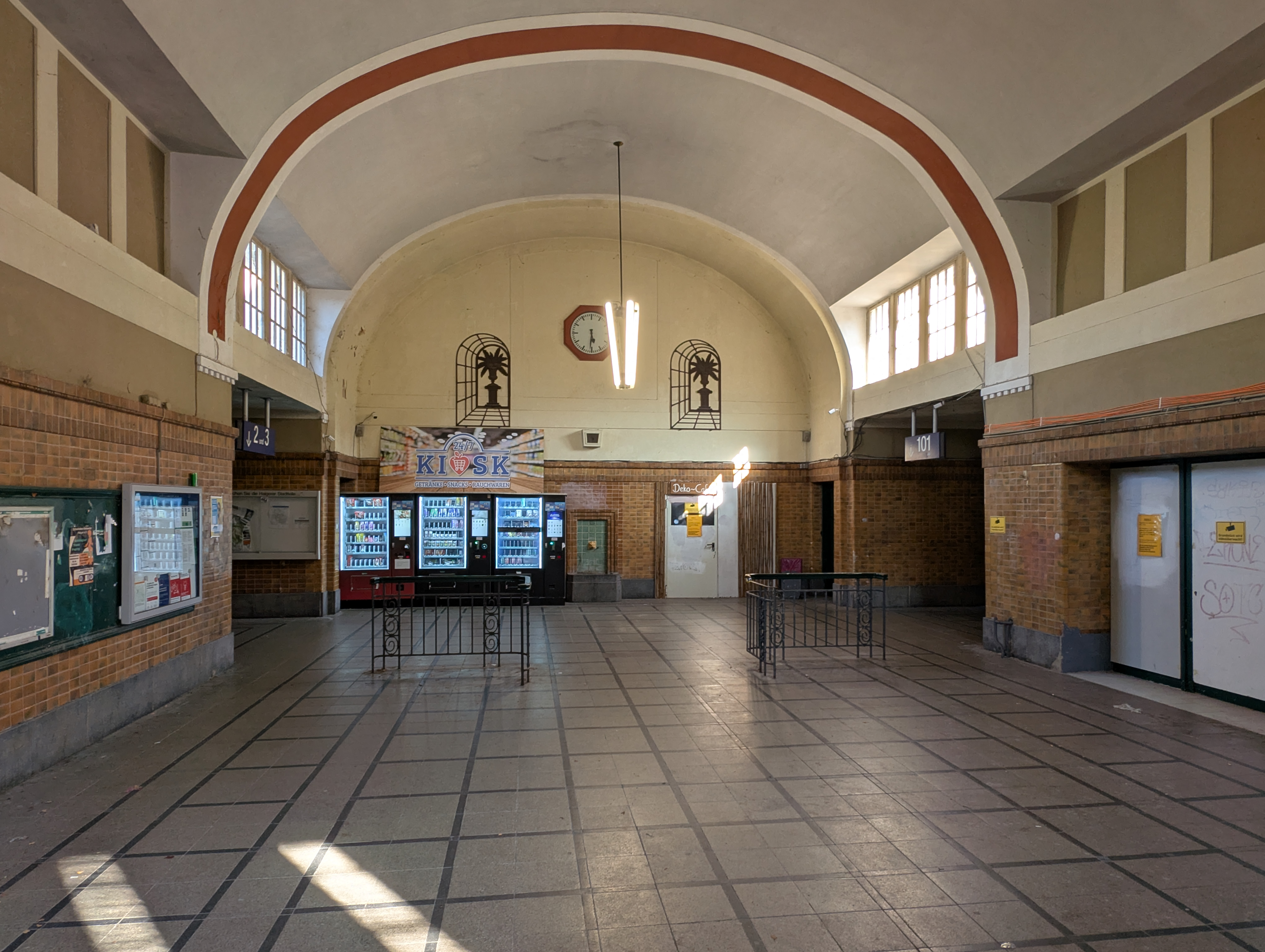
Blick in die Bahnhofshalle (2025)
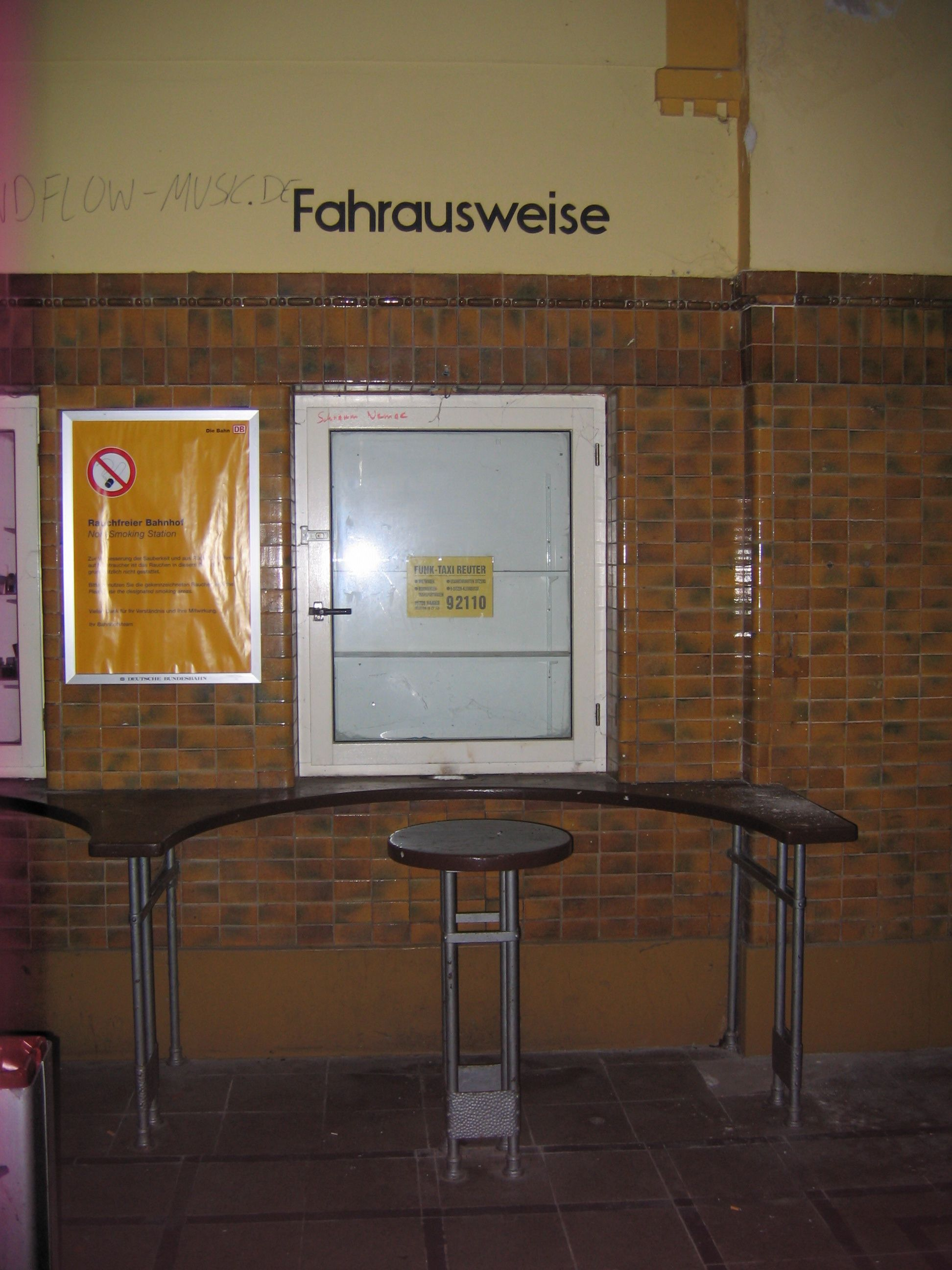
Blick auf den längst geschlossenen Fahrkartenschalter (Oktober 2009)
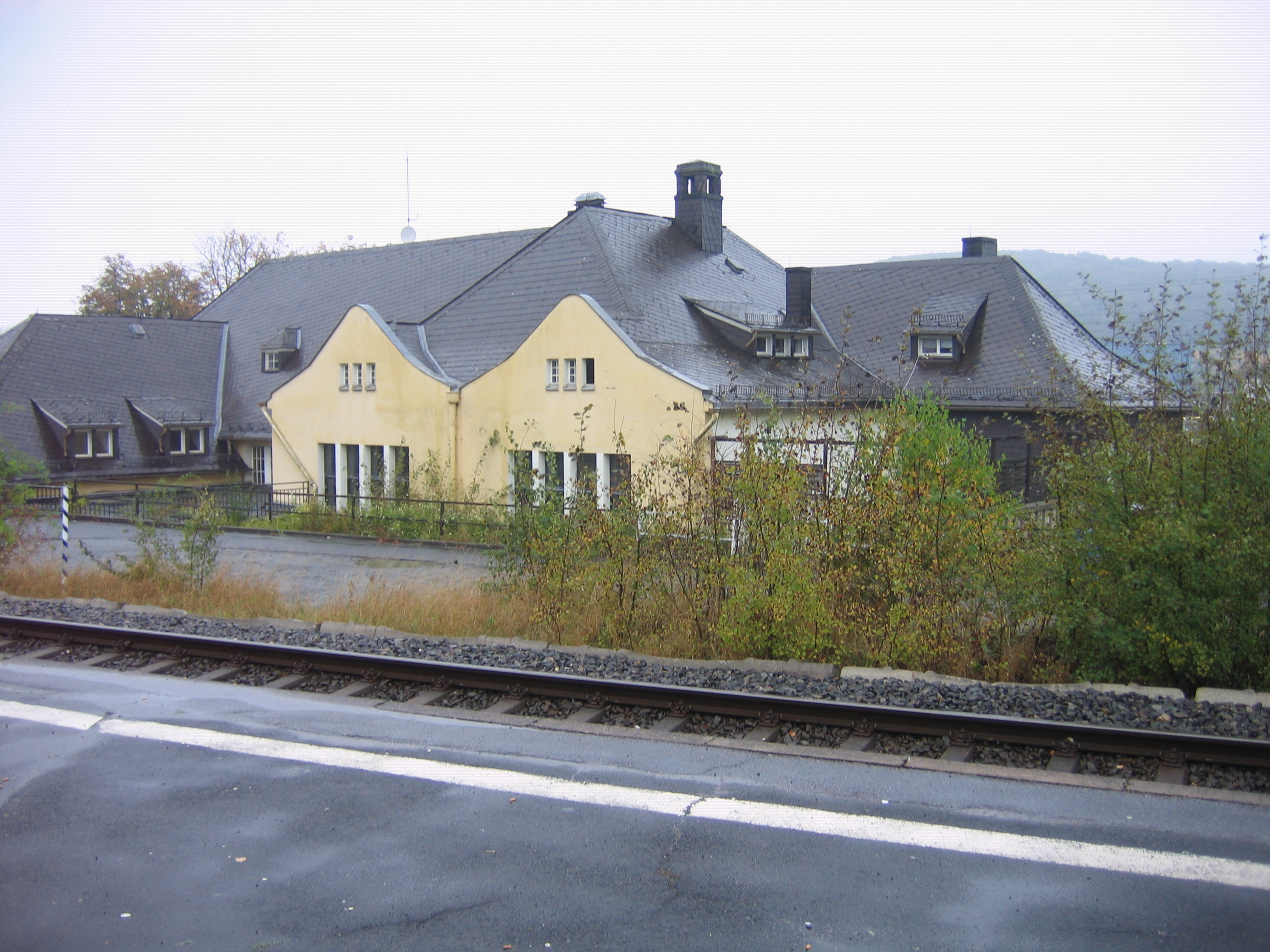
Bahnsteigseite mit Blick auf das Empfangsgebäude von Süd-Westen (Oktober 2009)
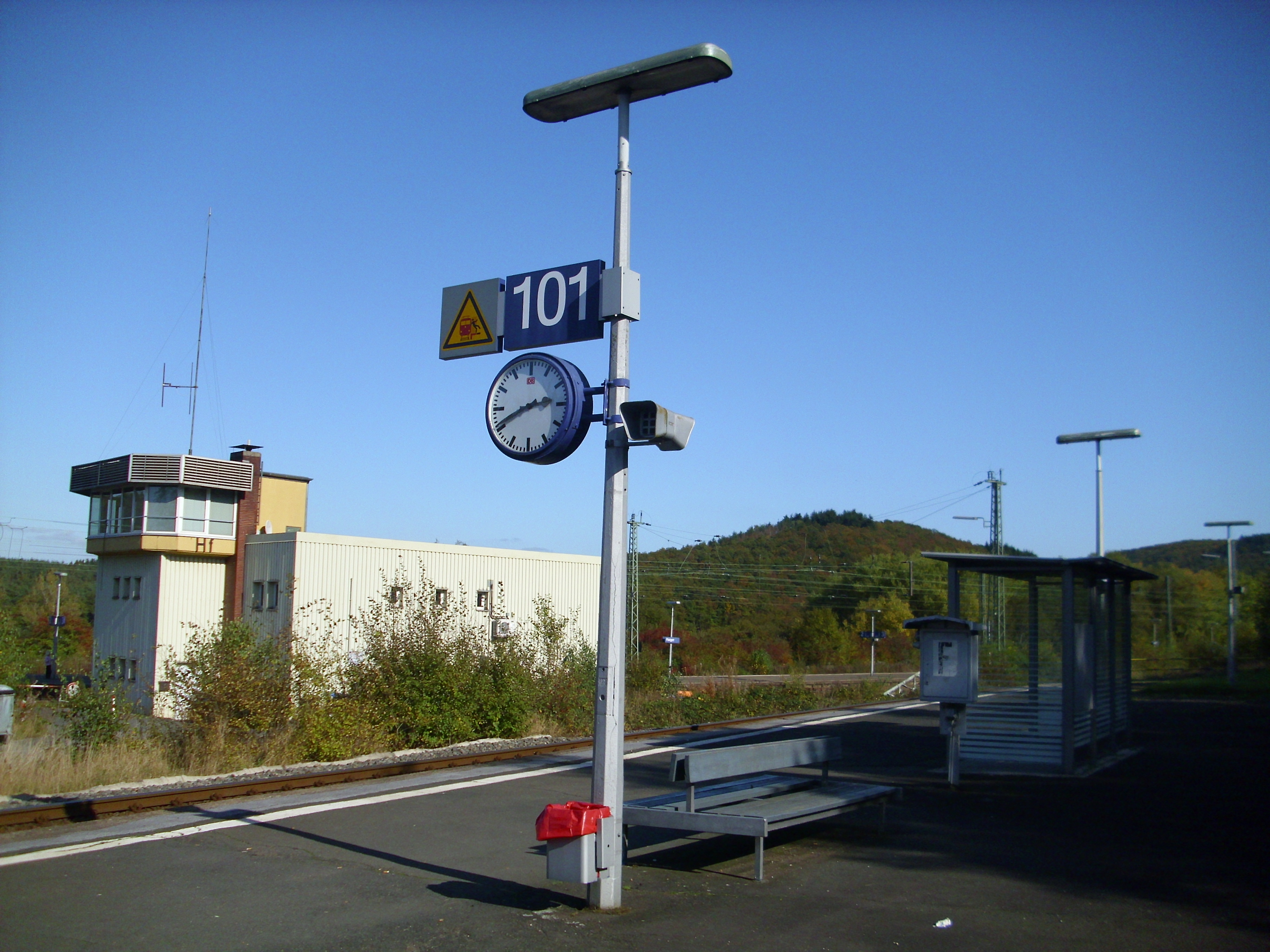
Stellwerk Hf und Gleis 101 des Bahnhofs Haiger (Oktober 2009)